# Scraptia innatus
Scraptia innatus là một loài bọ cánh cứng trong họ Scraptiidae. Loài này được Kangas miêu tả khoa học năm 1959.